# チタン酸リチウム
チタン酸リチウム（チタンさんリチウム、lithium titanate、正確にはメタチタン酸リチウム lithium metatitanate）は、リチウムとチタンを含む化合物の一つ。室温では灰白色の粉末としてみられ、化学式Li2TiO3で表わされる。
高速充電が可能なチタン酸リチウム二次電池のアノード材料として用いられる。また、琺瑯磁器やチタン酸塩ベースのセラミック絶縁体の添加剤としても用いられる。安定性が高いため融剤として用いられることも多い。近年、他のリチウムセラミックスと共に、メタチタン酸塩粒が核融合用のトリチウム増殖材料として研究されている。

## 結晶
Li2TiO3の最も一般的な結晶系は単斜晶系である。
別の安定な単斜晶系として、β-Li2TiO3も知られている。 また、固溶体的な振舞いを示すγ-Li2TiO3と呼ばれる相が、1150〜1250 °Cの温度範囲で可逆的に生じることも知られている。低温合成過程では、γ-Li2TiO3と同型の立方晶系準安定相が生じることが知られており、α-Li2TiO3と呼ばれる。この相は約400 °Cで安定なβ相に転移する。

## 焼結への利用
焼結の工程では、粉体を型に詰めて融点以下にまで熱する。すると、粉体粒子の構成原子が周囲の粒子にまで拡散し、やがて固体もしくは多孔質材を形成する。
Li2TiO3粉体は、高純度で良好な焼結能力をもつことが示されている。

## カソードとしての利用

### 溶融炭酸塩形燃料電池
チタン酸リチウムは溶融炭酸塩型燃料電池の二重層カソードを構成する一層として用いられる。この型の燃料電池は二層構造材料を用いて高出力化、高効率化することができる。

### リチウムイオン二次電池
Li2TiO3は、水系バインダーおよび導電剤と共にリチウムイオン二次電池のカソードとして用いられることもある。Li2TiO3により、高容量カソード導電剤LiMO2 (M=Fe, Mn, Cr, Ni) を安定化することができる。Li2TiO3と (LiMO2) を積層してカソード材料が作られる。この層状構造によりリチウムイオンが拡散可能となる。

## チタン酸リチウム二次電池
チタン酸リチウム二次電池は、リチウムイオン二次電池よりも高速充電が可能な二次電池である。リチウムイオン二次電池との相違点は、アノードに炭素ではなくチタン酸リチウムを用いることである。これにより、リチウムイオンがアノードへ出入りする際の障害となる表面電解質被膜 (Solid Electrolyte Interface, SEI) が形成されなくなるため、急速充放電した際の充電容量低下を抑えることができるという利点がある。欠点としては、リチウムイオン二次電池と比較して容量および電圧が劣ることが挙げられる。現在、チタン酸リチウム二次電池は車載用やその他の特殊用途に用いられている。

## チタン酸リチウム増殖材の合成
Li2TiO3粉末は、炭酸リチウム、硝酸チタン水溶液、クエン酸を混合したのち焼成、圧縮、焼結することによって合成する方法が一般的である。こうして作られる微結晶材料は純度と活性が高く、増殖材として用いられる。

## トリチウム増殖材
計画中のITER熱核融合実験炉などの核融合炉は燃料としてトリチウムとデューテリウムを用いる。トリチウム資源は極めて限られており、総資源量は20キログラムと推定されている。この問題を解決法の一つとして、リチウムを含有するセラミック片を、ヘリウムガス冷却固体増殖ブランケット (Helium Cooled Breeder Blanket, HCPB) と呼ばれる要素に用いることによりトリチウムを生産することができると考えられている。HCPB増殖ブランケットは、ITERの設計上鍵となる要素である。このような設計にすることで、プラズマから放出される中性子がブランケット中のリチウムと相互作用しトリチウムを生産することができる。
{\displaystyle {}_{3}^{6}{\hbox{Li}}+{\hbox{n}}\to {}_{2}^{4}{\hbox{He}}+{}_{1}^{3}{\hbox{H}}}
{\displaystyle {}_{3}^{7}{\hbox{Li}}+{\hbox{n}}\to {}_{2}^{4}{\hbox{He}}+{}_{1}^{3}{\hbox{H}}+{\hbox{n}}}
Li2TiO3およびLi4SiO4は、トリチウム放出能が高く、活性が低く化学的に安定なため、トリチウム増殖材として有望である。

## チタン酸リチウムエアロゲル
現在、リチウムイオン二次電池の改良のため、チタン酸リチウムエアロゲル（組成式 Li4Ti5O12）が効率的アノード材料として研究されている。